# 三菱・ランサーWRC

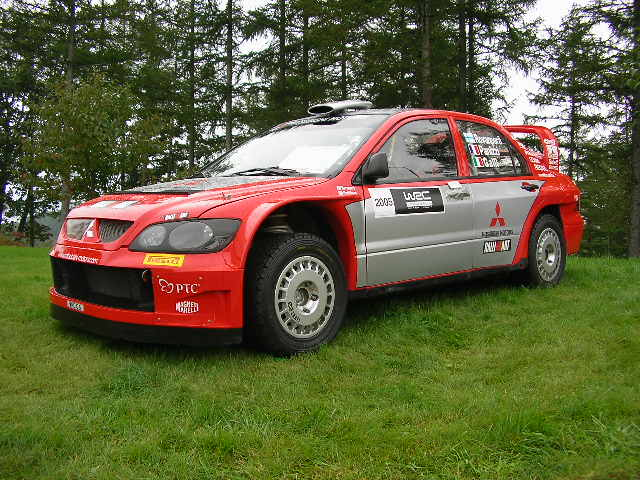
ランサーWRC'04

ランサーWRC（ランサーダブリューアールシー、Lancer Worldrallycar ）は、三菱自動車工業が世界ラリー選手権 (WRC) に出場するために製作した競技専用車（ワールドラリーカー）。

## 開発経緯

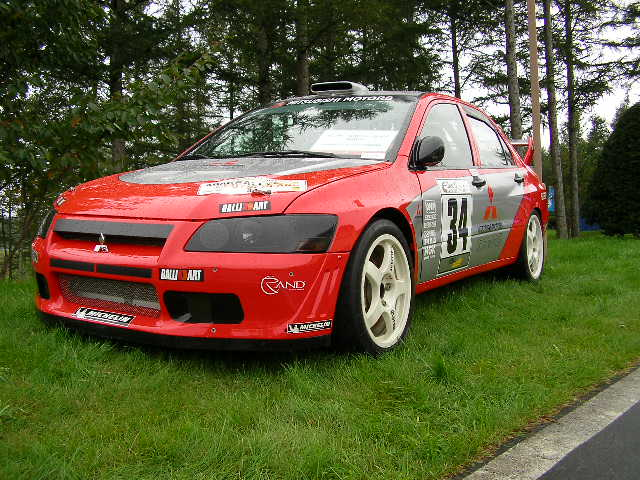
ランサーエボリューションWRC2

1993年からWRCに投入された一連のランサーエボリューションシリーズ（通称：ランエボ）は、三菱が先鞭をつけて開発したアクティブ・デファレンシャルとトミ・マキネンらのドライブで成功をおさめた。しかし、1997年からWRCに導入されたワールドラリーカー規定によってライバル群が広い改造範囲で戦力を上げるにつれ、ランサーも改良のレベルでは対抗できなくなり、2001年にワールドラリーカーへ移行を決定。その特例措置でストロークを増大したリアサスペンションと軽量フライホイールを装着したランエボⅥトミ・マキネンエディション（通称：エボ6.5)で前半戦を戦い、終盤のラリー・サンレモより三菱初（にして最後）のワールドラリーカーランサーエボリューションWRCを投入した。
しかし、開発を担うベルナール・リンダウアー率いるラリーアート・ヨーロッパ (RAE) の慢性的な人員不足で計画が進まず、マキネンの腕をもってしてもグループA時代のような速さにはならず低迷。翌2002年も中盤のフィンランドで改良版のランサーエボリューションWRC2を投入するものの、先代マシンで悩まされたコーナー進入時の過大なアンダーステアと、慢性的なトラクション不足は解消されず、凹凸が少なくクリアな路面のニュージーランドでヤニ・パーソネンが一時トップ5に絡む走りを見せたが、大半のラリーでは下位チームとトップ10争いをするのがやっとであった。そして三菱は2003年にはWRC活動休止を発表。その後はマシン改良に専念した。マシン開発はプジョー時代に206WRC開発に携わっていたマリオ・フォルナリスが、チーフエンジニアとして主導した。

## メカニズム

### ボディワーク
ボディは同じランサーベースながら、サスストロークをより確保するためにホイールハウスを拡大、先代の欠点であった路面の追従性を引き上げた。外観上ではルーフに流れてくる空気を効率的かつ最大限利用するために、大型のリアウイングをトランクリッド前方に設置した。このリアウイングは一見2段ウイングのように見えるが、下面部分は上面部分の高さを稼ぐためのパーツとして取り付けられており、ウイングの役割を果たさないようリアガラスに密着させて下面部分下側に空気が抜けないようにされている。フロントはオリビエ・ブーレイがデザインする以前のランサー・セディアをベースにしたものに変更されている。なお、04ではフロントグリルにブーレイ顔の要素が取り入れられていたが、05ではランサーエボリューションⅨ共々廃止されている。

### エンジン・ギアボックス
パワートレーンは従来の4G63ユニットを引き続き使用するものの、長年、三菱のWRCエンジン開発を手がけているHKSによりチューニングされている。また、グループA時代からの悩みであったフロントヘビーに対処するため、エンジンはワールドラリーカー規定一杯まで後方に傾けて搭載されている。ギアボックスはパリダカで実績のあるイギリスのリカルド社製を採用した。

### 駆動系
2004年モデルはフロント、センター、リヤともに機械式が採用されたが、2005年モデルはセンターのみアクティブデフが投入された。なお、開発現場ではパフォーマンスアップのためにフロントデフ・センターデフのアクティブデフ化を進めていたが、2005年シーズンには間に合わなかった。センターデフのコントロールはニューマチックシステムで行っていたが、細かな制御が出来ない、きめ細かな制御が出来るようにすると空気の容量が足りない、といった理由から、ニューマチックから離れて他のシステムにするという議論も行われていた。

## 活動履歴
マシン開発は2003年の12月に終了し、2004年度の開幕戦を迎える。

2004年、チームは三菱のモータースポーツ部門のラリーアートによる組織編成で、従来のRAEに代わり2003年に誕生したMMSP（三菱自動車モータースポーツ）が運営。エースドライバーにジル・パニッツィを迎え、初戦のモンテカルロに挑んだ。結果、総合6位に入る堅実な滑り出しであったが、その後もチームの人員不足により、マシンの信頼性は上がらず、開発も進まなかった。そして中盤のラリージャパンを前に再び三菱は再びWRC休止を発表、再度参戦した終盤戦のカタルニアでは開幕戦以来のトップ5入賞している。前年の反省から2005年仕様は信頼性を重視した開発が行われた。これにより機械式のデフは電子制御に変わり、ギアボックスもセミオートマチックシフトに変更された。ドライバーはパニッツィのほかにハリ・ロバンペラ、ジャンルイジ・ガリを加えた。これらの成果により、まず開幕戦でパニッツィがワールドリーカー移行以来、三菱に久々の3位表彰台を、最終戦のオーストラリアでもロバンペラが2位となり、ランサーWRC05は先代2004年モデルよりも堅実に成績を残した。

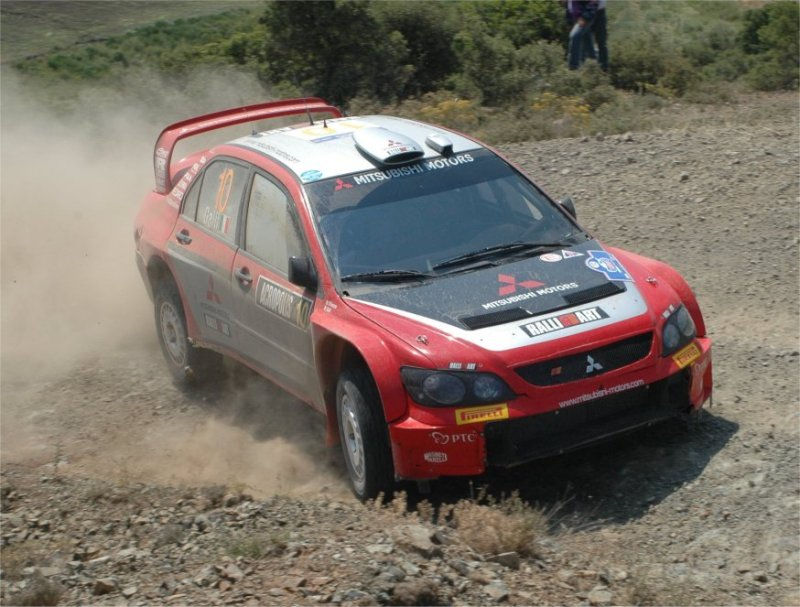
ランサーWRC'05

しかし、三菱のラリー予算削減の影響で、電磁クラッチを用いたアクティブデフを新開発、テストする余裕がなくなり、対策としてデフ制御も兼ねる圧縮空気を用いたセミオートマチックギアボックスを投入するが、これは様々なトラブルの温床となり、結果を出せなくなった（この失敗が遠因でフォルナリスは更迭される）。
2005年12月に三菱は経営建て直しのため、この年一杯で3度目のWRC休止を表明。これにともない三菱のワークスラリー活動は終了した。しかし、プライベーター向けのカスタマーサービスは2006年以降も継続され、マシン開発も小規模ながら続けられた。本来はワークスカーに投入予定であった、BOS製ダンパーの効果で2006年のスウェディッシュではダニエル・カールソンが3位に入る活躍をみせた。
2007年は本来認められないマニュファクチャラー未登録マシンであったにもかかわらず、チームは改良型インジョクターとリアクロスメンバーを他のワークスチームの同意を得て投入。これらの改良で善戦するが、その年の中盤にMMSPとしての活動を終了した。現在、イギリス・ラグビーにあったMMSPのワークショップは、ワークスチームの元オペレーション・チームディレクターであったジョン・イーストンに引き継がれ、MML Sportsとして、ランサーWRC05のレンタル・販売事業を行っている。その後はヨーロッパ各国の国内選手権などに参戦し、Csaba Spiczmullerが2008年のハンガリー選手権を制している。